# Јенс Бекерт
Јенс Бекерт ( : 21. јул 1967, Франкфурт на Мајни) немачки је социолог који је највећи допринос дао у области економске социологије. Аутор је књига о наслеђеном богатсву и друштвеним темељима економске ефикасности, фокусирајући се на улогу економије у друштву- посебно на основу проучавања тржишта- али и организациону социологију, социологију наслеђа као и социолошку теорију. Директор је Max Planck Institute for the Study of Societies (MPIfG) у Келну у Немачкој, и члан Берлин-Браденбуршке академије наука.

## Образовање и каријера
Бекерт је дипломирао 1991. на Новој школи за друштвена истраживања у Њујорку а магистрирао на Слободном Универзитету у Берлину 1993. године. Докторирао је са дисертацијом из области економске социологије 1996. на Слободном ниверзитету у Берлину и стекао хабилитацију на том истом факултету са књигом о социологији наслеђа коју је издао 2003. године.
То што је постао ванредни професор социологије на Међународном Универзитету Бремен (2002-2003) и професор социологије на Универзитету у Гетингену (2003-2005) претходило је именовању Бекерта за директора the Max Planck Institute for the Study of Societies (MPIfG) у његовој 37. години живота, који спроводи основна истраживања о фукнционисању модерних друштава. Бекерт је добијао усавршавање на Универзитету Принстон, Увиверзитету Харвард, the European University Institute у Фиренци the Center for the Sociology of Organizations (CSO) у Паризу, као и у the Paris Institute for Advanced Study. Одржао је Mario Einaudi предавање у Центру за међународне студије на Унверзитету Корнел 2007.

## Тренутна позиција и активности
Осим тога што је директор Института Макс Планк, Бекерт је члан Факултета за менаџмент, економију и друштвене науке на Универзитету у Келну. Он је члан и руководилац International Max Planck Research School on the Social and Political Constitution of the Economy, који је докторски програм који води MPIfG и Факултета менаџмента Универзитета у Келну [17] Такође је и члан Заједничког Већа Max Planck Sciences Po Center on Coping са Instability in Market Societies на Политичким наукама у Паризу, који истражује како се појединци, организације, и државе боре са најновијим реформама у економији и и друштвеном нестабилношћу у Западним друштвима и то је оригинална иновација у француско-немачкој сарадњи по питању друштвених наука која се огледа у циљу Max Planck Удружењу да постави своје операције на међународном нивоу. Бекерт је уредник European Journal of Sociology, и члан редакције Socio-Economic Review. Био је саветник Ецономско-социолошког одељења при Америчком удружењу социолога-American Sociological Association (ASA).

## Истраживања

### Економија као друштвени поредак у оквиру друштава
Бекертов тренутни рад у Max Planck Institute for the Study of Societies има доста утицаја на истраживачки програм који је развио са својим сарадником Волфгангом Стриком који “предлаже да се улаже у теорију друштвене акције која је најпоузданији приступ бољем разумевању и унапређеној теоризацији економије као друштвене и политичке конституисаности систему акције“.
„Свака економија је социолошки и политички конструисана. Начин на који је укорењена рефлектује и важеће системе значења и резултате политичких "тржишта борбама" преко друштвене регулативе. Истраживати институционалну регулацију економије захтева проучавање како се економије конституише као друштвени поредак у оквиру друштава“

### Тржиште из социолошког угла
У свом истраживавачком раду у “Социологија тржишта,” Бекерт се фокусирао на “ тржиште као срж институције у капиталистичкој економији, покушавајући да „разуме фукнционисање тржишта из строго социолошког угла“. Анализирајући тржишта из „Weberian тачке гледишта као арене друштвених мука у којима се главни актери суочавају једни са другима у циљу победе у датом такмичењу“ он открива друштвене, културне и политичке темеље за развој тржишта. 

### Укорењеност економске акције
„Проблем несигурности актера тржишта се испољава у тренутку доношења одлуке“, то је главни проблем у Бекертовом истраживању, који испутује проблеме „координације са којима се учесници на тржишту морају изборити“- проблеми вредности, такмичења и сарадње. „Та несигурност такође омогућава да се теоријски објасни укорењеност екомске акције“.

## Награде и признања
- 2010: Appointed to the Berlin-Brandenburg Academy of Sciences and Humanities
- 2005: Најбоља књига у правним наукама, од стране немачког часописа о праву Neue Juristische Wochenschrift, ( Unverdientes Vermögen [Unearned Wealth]
- 2005: Награда Berlin-Brandenburg Академије наука коју је донирала Commerzbank Foundation. Уз признање, стоји да је Јенс Бекерт “један од најоригиналнијих и најпродуктивнијих социолога своје генерације, и на националном и на међународном нивоу. Сматра се да је он лидер у новој економској стратегији... [...].”